# 罗忠毅

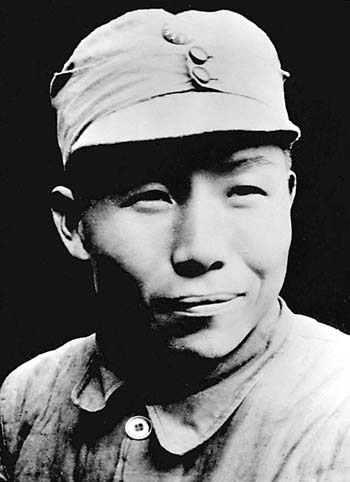
罗忠毅

罗忠毅（1907年—1941年11月28日）湖北襄阳人。原名罗宗愚，新四军将领。

## 生平
早年参加进步学生运动。1927年入冯玉祥部当兵。1931年参加宁都起义，编入中国工农红军第5军团。1932年加入中国共产党。1933年起，任福建军区司令部作战科科长、连宁岩军分区参谋长，参加了中央苏区第四、第五次反“围剿”。1934年10月中央红军主力长征后，留在闽西南打游击，任闽西南第一军分区司令员、闽西南游击队第一纵队司令员、闽西人民抗日义勇军司令员。
抗日战争全面爆发后，任新四军第2支队参谋长、江南指挥部参谋长，第2支队兼江南指挥部司令员，参与开辟苏南抗日根据地。
1941年皖南事变后，任新四军第6师参谋长兼16旅旅长。同年11月，所部在溧阳前马地区遭日军包围，罗忠毅与16旅政委廖海涛等270人战死。